# Grigorij Chłynowski
Grigorij Aleksandrowicz Chłynowski, ros. Григорий Александрович Хлыновский, ukr. Hryhorij Ołeksandrowycz Chłynowski, Григорій Олександрович Хлиновський (ur. 11 listopada 1947) – radziecki żużlowiec pochodzenia ukraińskiego.
Srebrny medalista indywidualnych mistrzostw Związku Radzieckiego (1977). Trzykrotny medalista indywidualnych mistrzostw Ukrainy: dwukrotnie złoty (1970, 1979) oraz brązowy (1969).
Wielokrotny reprezentant Związku Radzieckiego na arenie międzynarodowej. Czterokrotny medalista drużynowych mistrzostw świata: trzykrotnie srebrny (Wrocław 1971, Olching 1972, Norden 1975) oraz brązowy (Londyn 1973). Czterokrotny finalista indywidualnych mistrzostw świata (Londyn 1972 – XIII miejsce, Chorzów 1973 – V miejsce, Göteborg 1974 – X miejsce, Chorzów 1976 – jako rezerwowy). Finalista mistrzostw świata par (Manchester 1974 – VI miejsce).